# Округ Скајлер (Њујорк)
Округ Скајлер (енгл. Schuyler County) је округ у америчкој савезној држави Њујорк. По попису из 2010. године број становника је 18.343.

## Демографија
Према попису становништва из 2010. у округу је живело 18.343 становника, што је 881 (4,6%) становника мање него 2000. године.
| Група             | 2000.          | 2010.          |
| Белци             | 18.417 (95,8%) | 17.646 (96,2%) |
| Афроамериканци    | 279 (1,5%)     | 159 (0,9%)     |
| Азијати           | 56 (0,3%)      | 53 (0,3%)      |
| Хиспаноамериканци | 235 (1,2%)     | 234 (1,3%)     |
| Укупно            | 19.224         | 18.343         |